# Stanisław Gędek
Stanisław Gędek (ur. 14 kwietnia 1951 w Opoce, zm. 16 listopada 2021 w Puławach) – polski ekonomista, prof. dr hab., inż.

## Życiorys
W 1970 ukończył technikum rachunkowości rolnej w Klementowicach, w 1976 studia na Wydziale Ekonomiczno-Rolniczym Szkoły Głównej Gospodarstwa Wiejskiego w Warszawie. Od 1977 pracował w Zakładzie Ekonomiki i Organizacji Produkcji Roślinnej Instytutu Uprawy, Nawożenia i Gleboznawstwa w Puławach. W 1980 należał do założycieli NSZZ „Solidarność” w swoim zakładzie pracy, w komitecie założycielskim wszedł w skład komisji ds. informacji i jawności, od 30 września 1980 był członkiem komisji rewizyjnej związku w swoim zakładzie pracy, w maju 1981 został delegatem na Walne Zebranie Delegatów MKZ NSZZ “Solidarność” Ziemi Puławskiej. Od kwietnia do lipca 1981 był członkiem redakcji informatora związkowego Przeszłość-Przyszłości.
W 1981 został pracownikiem Instytutu Ekonomiki i Organizacji Rolnictwa w Akademii Rolniczej w Lublinie, w 1988 obronił na SGGW pracę doktorską Zastosowanie metody programowania optymalnego do oceny przydatności różnych typów zmianowań w gospodarstwach indywidualnych napisaną pod kierunkiem Mariana Lorencowicza. W latach 80. pośredniczył w kontaktach podziemnego puławskiego Wydawnictwa Familia z Tygodnikiem Wojennym.
Na przełomie lat 80. i 90 rozpoczął pracę na Wydziale Nauk Społecznych Katolickim Uniwersytecie Lubelskim, od 1990 w Filii WNS KUL w Stalowej Woli, ponownie na WNS (1992-1994 i 1997-1999) i ponownie w Filii WNS KUL (1994-1997 i od 1999), tam w 2000 został p.o. kierownika Instytut Ekonomii. W 2010  habilitował się na SGGW na podstawie pracy zatytułowanej Optymalizacja planów rocznych rodzinnego gospodarstwa rolnego. Od 2011 pracował na Wydziale Zarządzania Politechniki Rzeszowskiej, był dziekanem tego wydziału w kadencji 2016-2020, od 2012 kierował Katedrą Ekonomii.
Pracował też na stanowisku starszego wykładowcy w OLYMPUS Szkole Wyższej im. prof. R. Kudlińskiego w Warszawie.